# Евсинское сельское поселение (Тюменская область)
Евсинское се́льское поселе́ние — упразднённое муниципальное образование в Голышмановском районе Тюменской области Российской Федерации.
Административный центр — село Евсино.

## История
Статус и границы сельского поселения установлены Законом Тюменской области от 5 ноября 2004 года № 263 «Об установлении границ муниципальных образований Тюменской области и наделении их статусом муниципального района, городского округа и сельского поселения».

## Население
| 2010 | 2011  | 2012  | 2013  | 2014  | 2015  | 2016  |
| ---- | ----- | ----- | ----- | ----- | ----- | ----- |
| 1058 | ↘1056 | ↘1026 | ↗1030 | ↘1023 | ↘1015 | ↘1000 |
| 2017 | 2018  | 2019  |       |       |       |       |
| ↘991 | ↘967  | ↘945  |       |       |       |       |

## Состав сельского поселения
| № | Населённый пункт | Тип населённого пункта       | Население |
| - | ---------------- | ---------------------------- | --------- |
| 1 | Евсино           | село, административный центр | 391       |
| 2 | Никольск         | деревня                      | 241       |
| 3 | Одина            | деревня                      | 164       |
| 4 | Оськина          | деревня                      | 171       |
| 5 | Солодилова       | деревня                      | 91        |